# Šerovo
Šerovo je naselje u slovenskoj Općini Šmarje pri Jelšahu. Nalazi se u pokrajini Štajerskoj i statističkoj regiji Savinjskoj. 

## Stanovništvo
Prema popisu stanovništva iz 2020. godine naselje je imalo 112 stanovnika.